# Feest

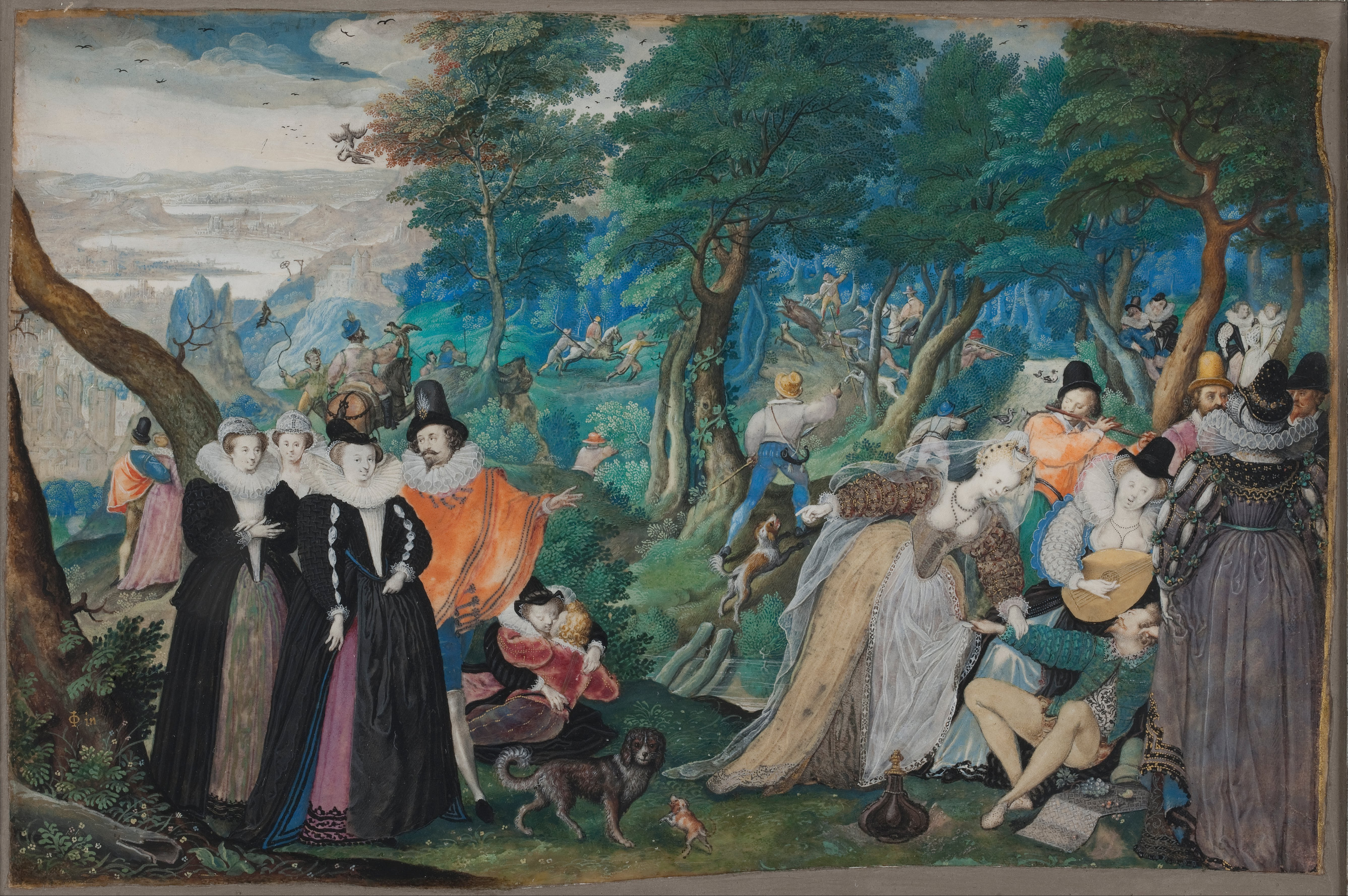
A party in the open air, Isaac Oliver, 1590-1595

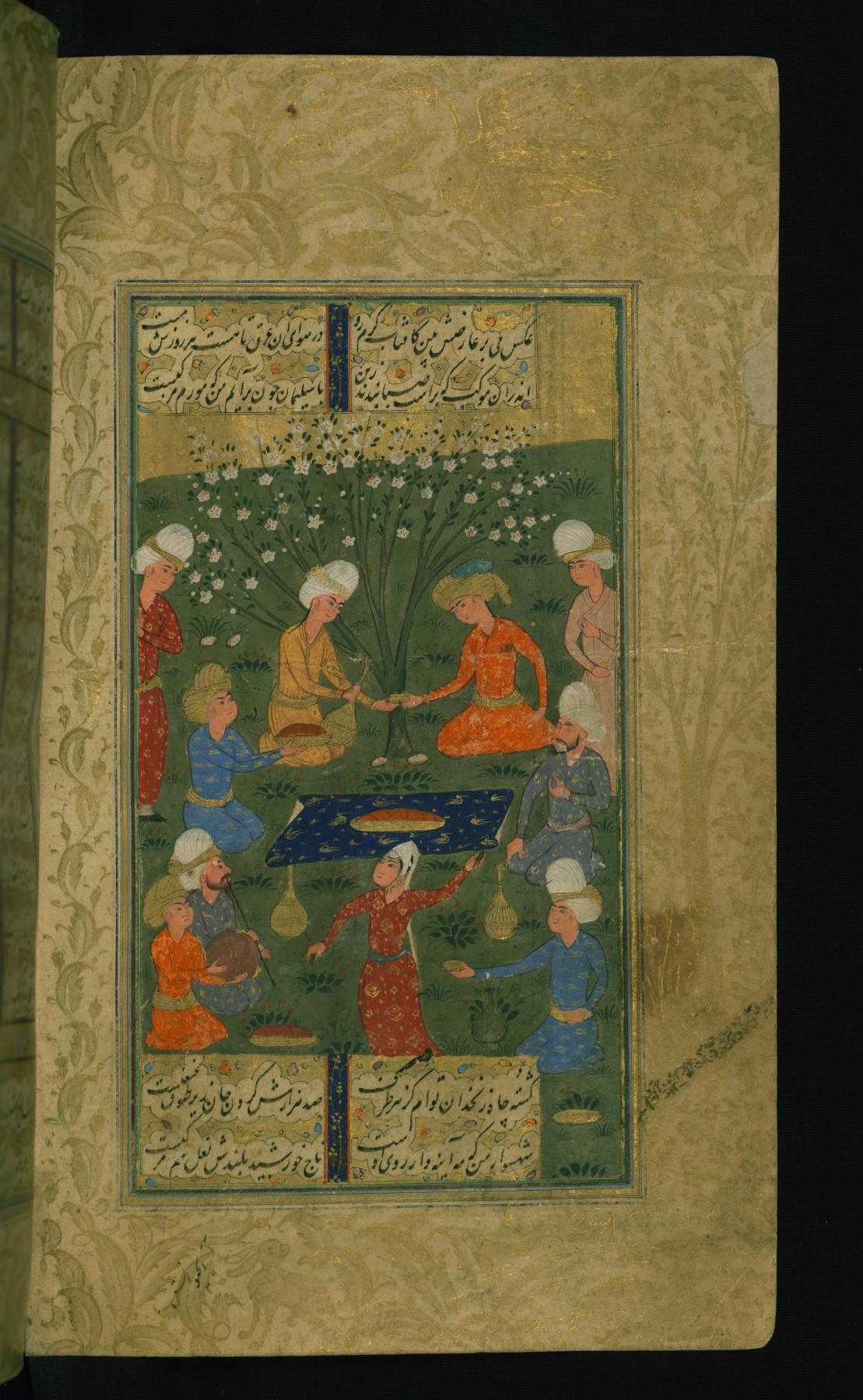
Een feest in de tuin met dans, muziek en wijn, Khwāja Shamsu d-Dīn Muhammad Hāfez-e Shīrāzī, ca. 1325-1389

Een feest is een samenkomst in een positieve sfeer van een onbepaald aantal personen. Een feest vindt plaats ter gelegenheid van een heuglijke gebeurtenis of de gedenkdag van iets positiefs.

## Kenmerken
De heuglijke gebeurtenis kan bijvoorbeeld een huwelijk, verjaardag of geboorte zijn. Een feest kan ook zonder directe aanleiding plaatsvinden. Feesten worden ook wel partijen genoemd, waarbij drank en voedsel tot ieders beschikking staan. Muziek kan, alsmede versiering, onderdeel zijn van een feest. Om het feestelijk karakter van de bijeenkomst te benadrukken kan men feestkleding en sieraden dragen, al dan niet in overeenstemming met de etiquette. Vreugdevuren kunnen ook onderdeel zijn van een feest. In elke cultuur zijn er verschillende feesten om bijvoorbeeld de volle maan of goden te vereren en zo hun offers te brengen.
De gedenkdag kan zowel een profane als religieuze gebeurtenis herdenken. 
Een feestelijk evenement kan ook onderdeel maken van een bepaalde traditie en heeft dan vaak een meer geïnstitutionaliseerd karakter. 

## Varianten
- Soms wordt een uitbundig feest in huiselijke kring, van een schoolklas of jeugdvereniging ook wel een fuif genoemd. Een fuif is een vrolijk informeel feest met dansen en muziek, vaak voor jongeren.[1][2] Het woord dook vooral op in de studentenwereld.[3]
- Een kinderfeest is speciaal gericht op kinderen.
- Een soiree is een chique avondfeest. Meestal in een thuissituatie.

## Afbeeldingen

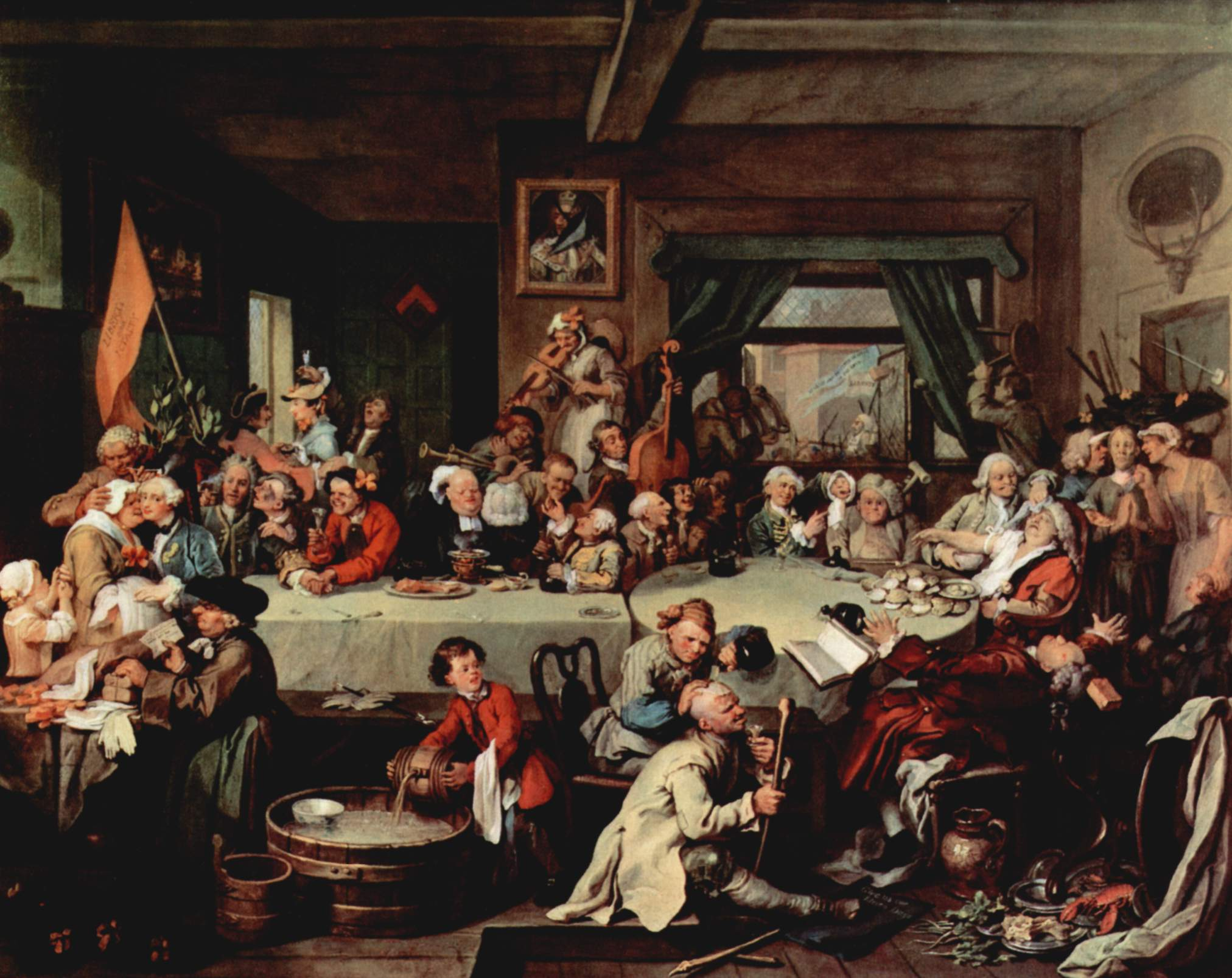
An Election Entertainment, William Hogarth, ca. 1755
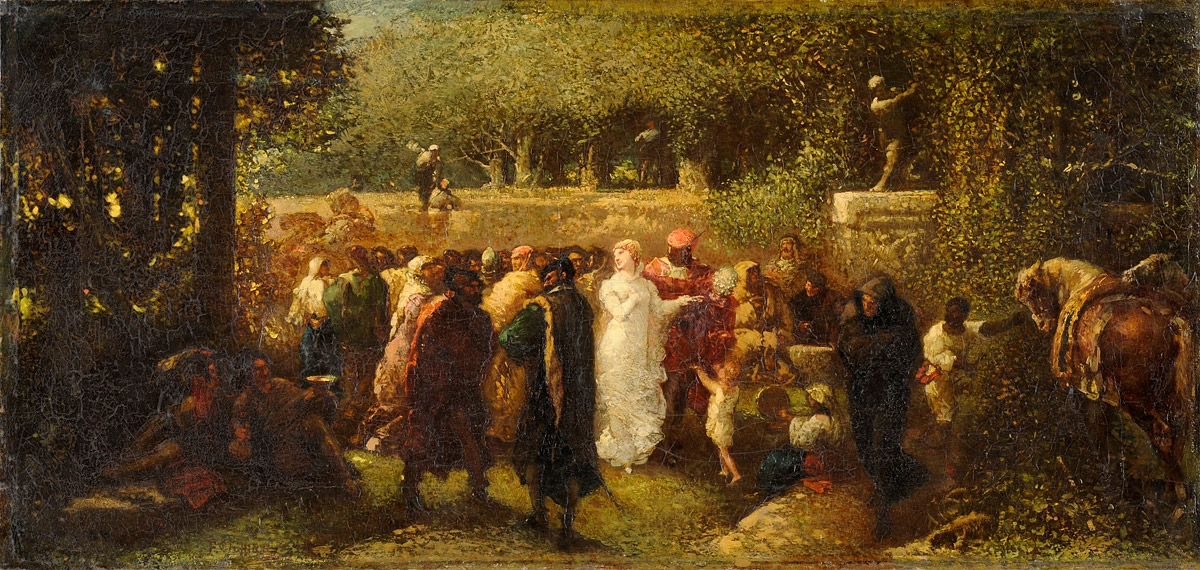
Festivitäten im Schlosspark, Nicolas Francois Chifflart, ca. 1901
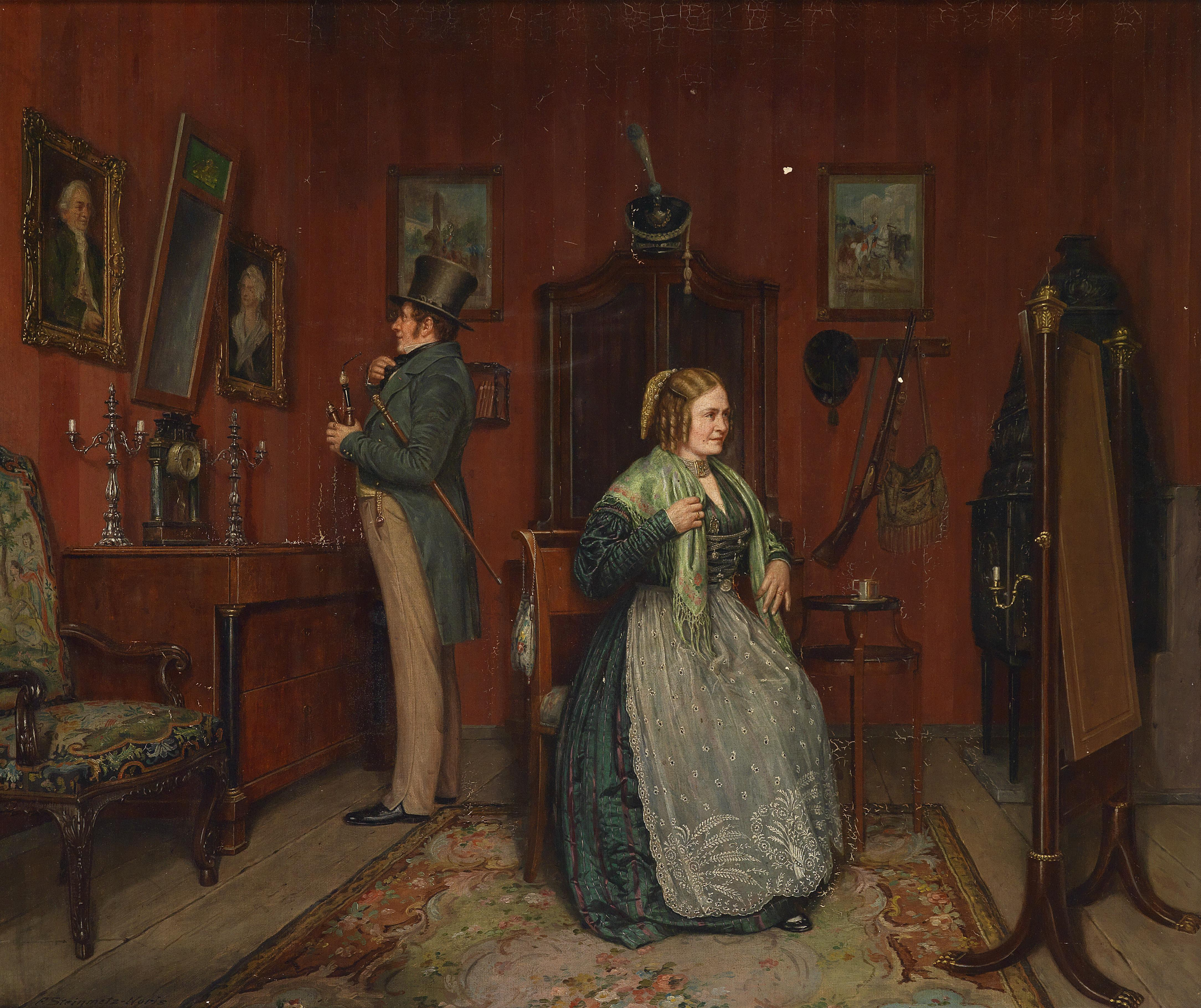
Vor dem Fest, Fritz Steinmetz-Noris, ca. 1937
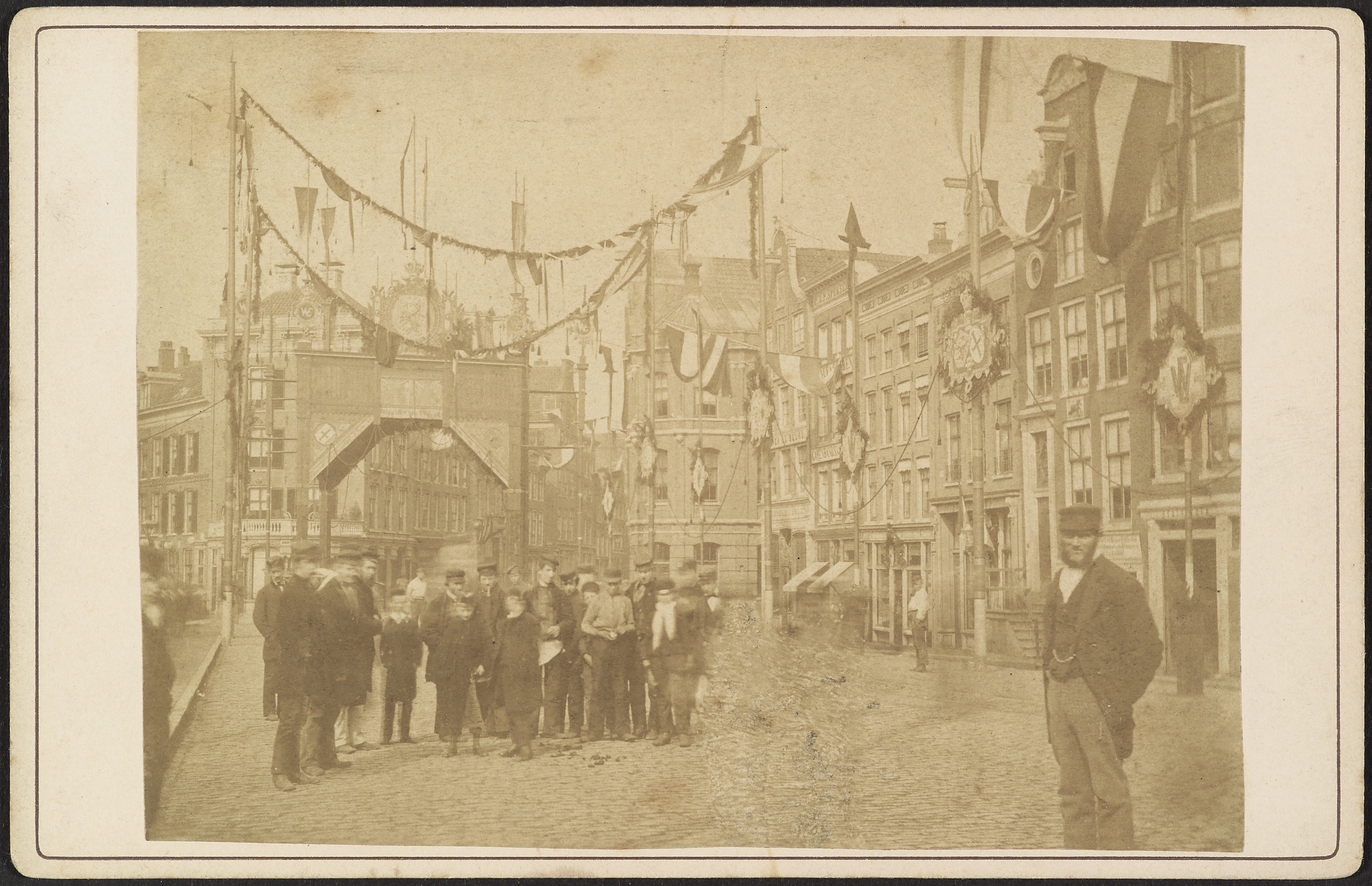
Feest op het Rembrandtplein in Amsterdam
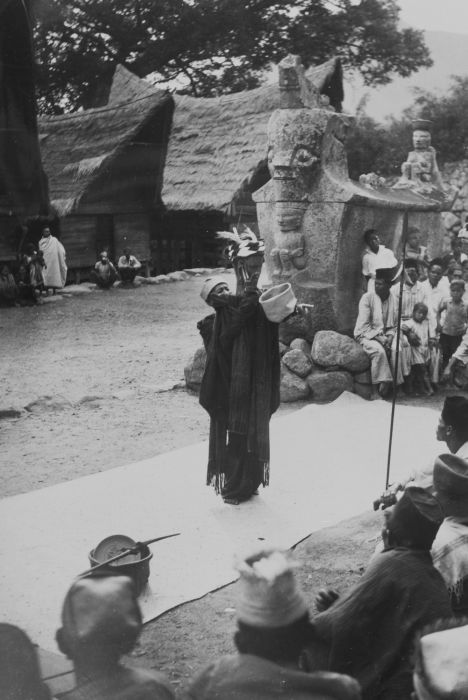
Een poppenspeler tijdens het dodenfeest bij een megaliet in Indonesië, 1950